# Kalce (gmina Logatec)
Kalce – wieś w Słowenii, w gminie Logatec. W 2018 roku liczyła 607 mieszkańców.